# ウンカリーナ
ウンカリーナ、ウンカリナ（学：Uncarina）はゴマ科に含まれる属の一つ。または、ウンカリーナ属に含まれる植物の総称。塊根植物として親しまれている。

## 特徴
マダガスカル島の半砂漠地帯のみに自生する固有種で、根本が太くなった幹を持つ。葉は軟毛に覆われ柔らかく、ゴマ科の植物としては珍しく落葉樹かつ多肉植物である。初夏頃には黄色、もしくは白色の花を咲かせる。樹高は２～８ｍで葉は掌状に浅裂する。種子は蒴果で表面は突起でおおわれている。動物の体毛や人間の衣服に引っ付いて種が運ばれる仕組みとなっている。この種子の棘は抜けにくいので、動物などが誤飲してしまうと食べ物を摂取できなくなり死んでしまうことから「ライオン殺し」との異名もある。また、ウンカリナ・グランディエリ（Uncarina grandidieri）はシャンプーの木と呼ばれている。

## 栽培方法
11月～4月までは屋内に取り込んで管理する。この際、最低気温が3度を下回る事の無いようにする。4月以降は屋内で管理してもよい。水やりのこの時期から増やす。ただし乾燥に強い植物なので水はさほど要求はしない。また、夏の強光による葉焼けにも注意する。植え替え、移植及び挿し木は5～6月の成長期に行うと成功率が上がる。

## 名称について

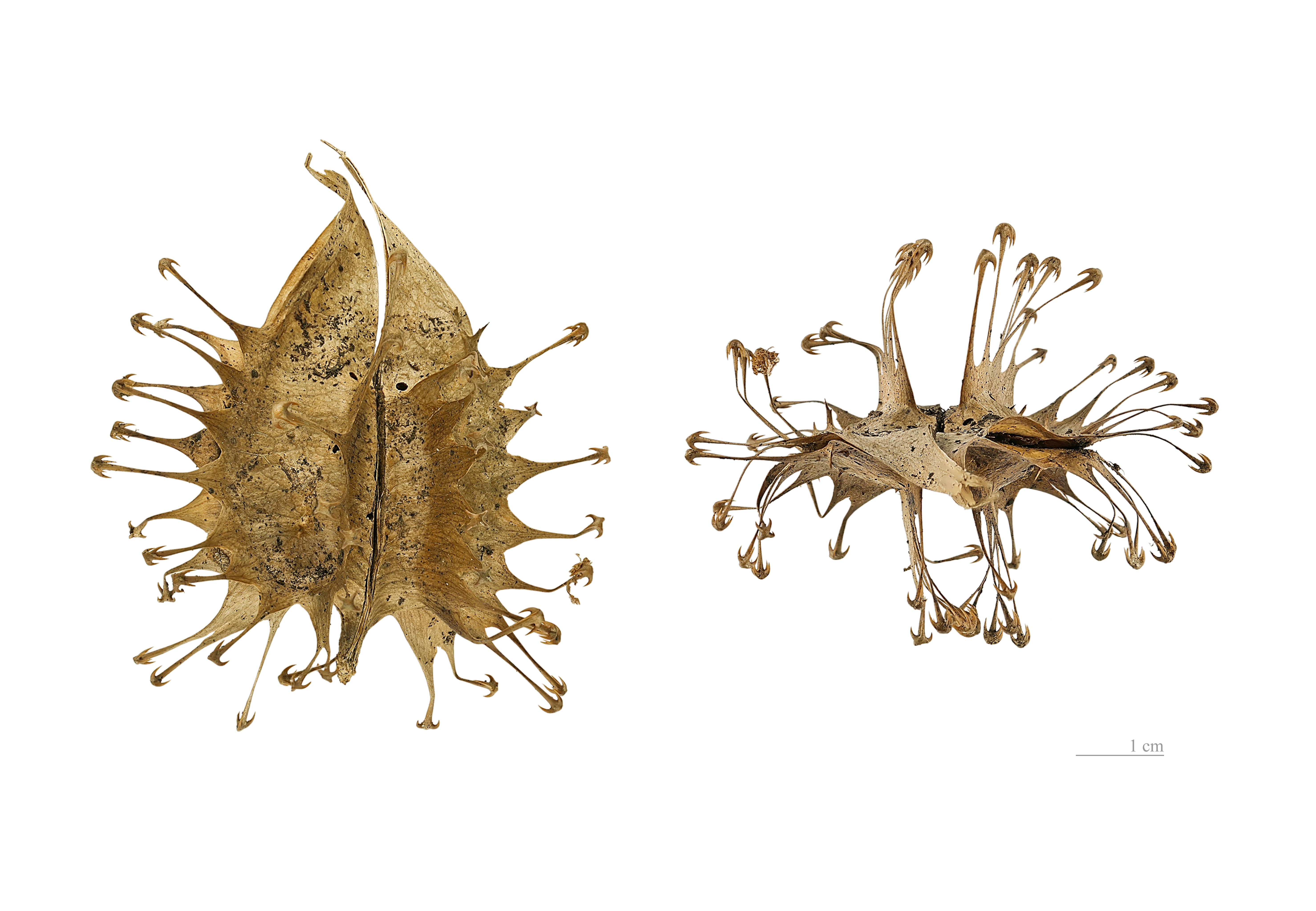
種子は棘が目立つ

属名のUncarinaの由来は、ラテン語のUncusにちなむ。意味は曲がる、鉤という意味で、本属の植物の蒴果が鉤爪の様な棘を持っている事にちなんでいる。和名の由来は本属の植物の葉を水に浸し揉むと粘液が出るが、それがシャンプーの代用品に現地ではされている事から。

## 下位分類
本項では日本で流通、栽培される種を抜粋し掲載する。
- ウンカリーナ・グランディエリ（Uncarina grandidieri）

樹高が7～8mほどに成長し、ウンカリーナ属の中では樹高が高く成長する。「シャンプーの木」と呼ばれる事が多いのは本種。
- ウンカリーナ・サカラヴェ（Uncarina sakalave）

葉には白い葉脈が顕著に浮かび上がる。本属の中でも取り分け寒さに弱いので管理には注意が必要。
- ウンカリーナ・デカリー（Uncarina decaryi）

葉は深く切れ込み、初夏には黄色の花が咲かせる。
- ウンカリーナ・ロエオエスリアナ（Uncarina roeoesliana）

花筒の部分が紫色の花を咲かせる品種で、夏に旺盛に成長する。ウンカリーナ・ルーズリアナとも呼ばれる。

## ギャラリー

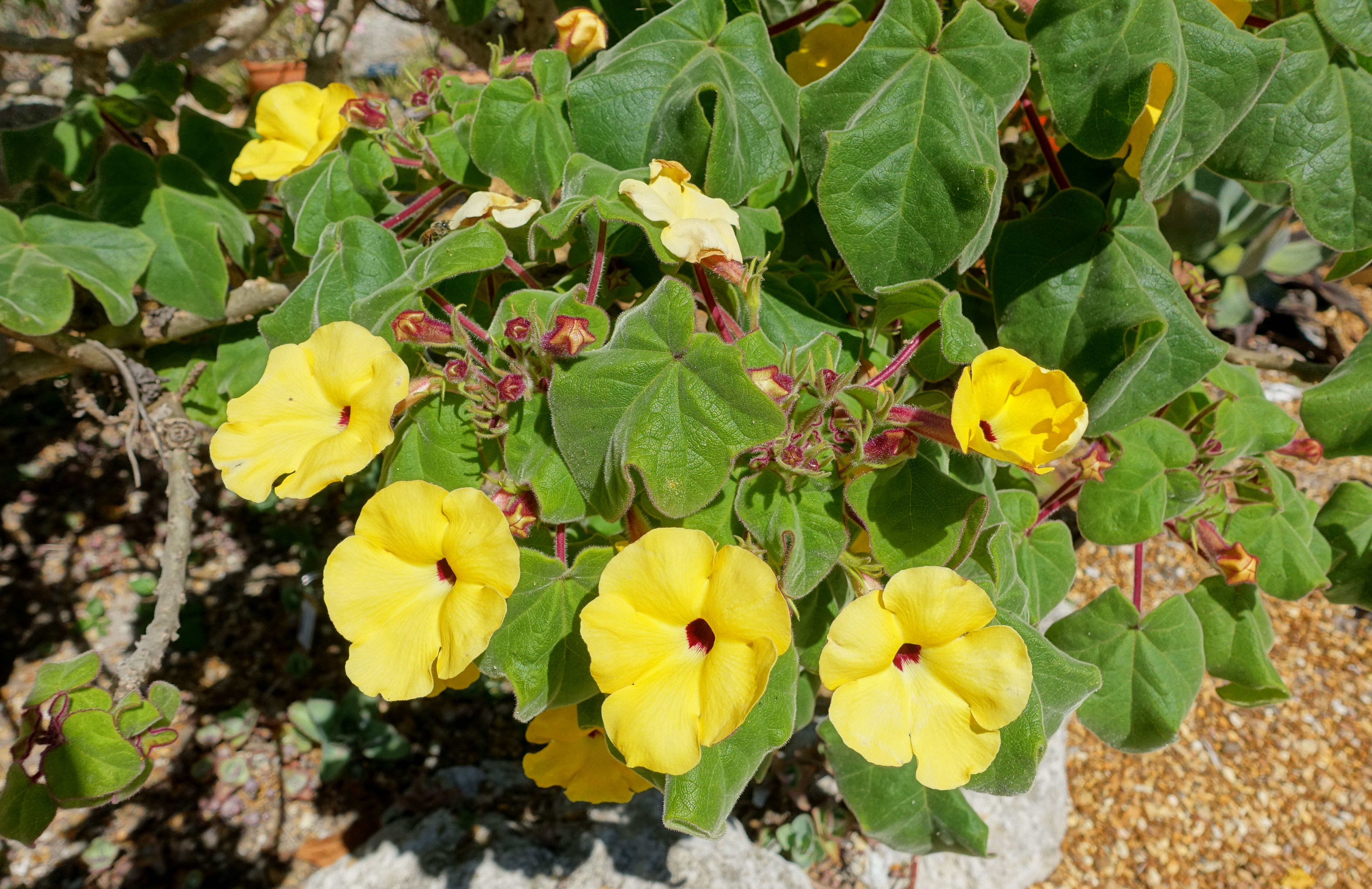
グランディエリ種
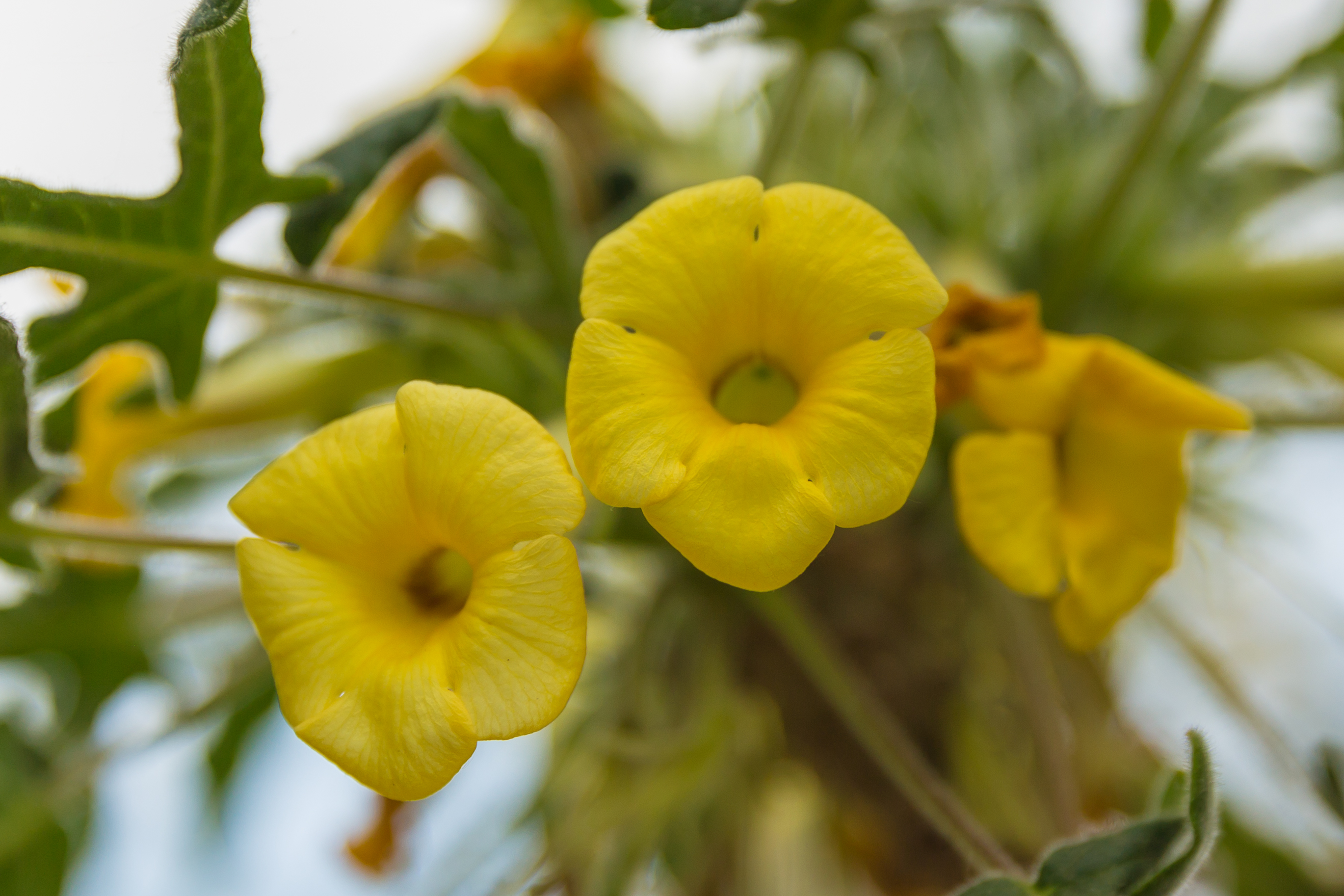
ロエオエスリアナ種
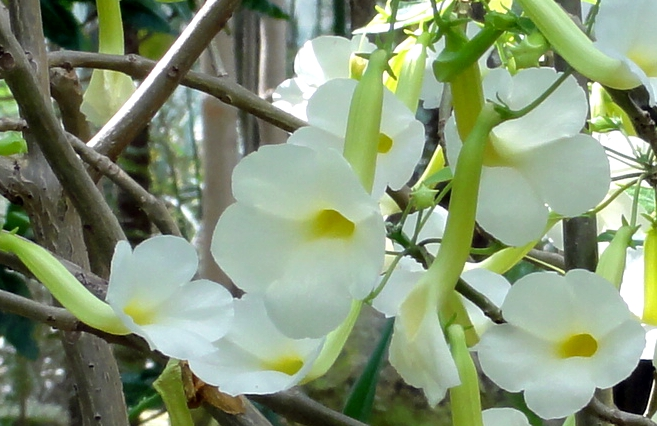
白花の種